# Domino Vitali
Dominetta 'Domino' Vitali is een personage uit Ian Flemings James Bondroman Thunderball (1961), alsmede uit de gelijknamige film Thunderball (1965) waarin ze werd vertolkt door Claudine Auger en uit de latere James Bondfilm Never Say Never Again (1983) waarin ze werd vertolkt door Kim Basinger.

## Boek
In het boek was ze geboren als Dominetta Petacchi, ze was een Italiaanse vrouw die naar school ging in Engeland op het Cheltenham Ladies' College. Ze studeerde later acteren aan de Royal Academy of Dramatic Art in Londen. Maar ze werd gedwongen terug te keren naar Italië na het overlijden van haar ouders in een trein. Ze veranderde haar naam toen ze terug in Italië een actrice werd, terwijl ze Emilio Largo's maîtresse werd.
Dominetta's vrienden noemen haar Domino en die naam gebruikt James Bond ook als hij haar ontmoet in Nassau. James Bond is op een zaak gezet van een verdwenen NAVO-vliegtuig vol gevaarlijke wapens. Domino verblijft op Largo's jachtboot Disco Volante, ze beweert tegen Bond dat Largo met dat schip op schattenjacht is en daarvoor met zijn mannen onder water moet gaan. Ze beweert ook dat zij de kaart nooit gezien heeft.
Later in een casino nadat Bond van Largo heeft gewonnen met kaarten vertelt Domino dat Giuseppe Petacchi haar broer is en noemt haar werkelijke achternaam. Bond zoekt dit uit en ontdekt dat Petacchi vermoord is door Largo nadat Petacchi bommen gestolen had van de organisatie waar Largo voor werkt genaamd SPECTRE. Dit vertelt Bond aan Domino die hierdoor meteen met Bond meewerkt, en voor hem spioneert bij Largo.
Domino komt veel te weten over gestolen kernbommen op Largo's jachtschip Disco Volante met de hulp van een geigerteller. Ze wordt echter betrapt door Largo en door hem gemarteld door haar te branden met een sigaar. Domino ontsnapt uiteindelijk terwijl hij in de strijd zit met Bond, midden in het gevecht schiet Domino Largo neer in zijn nek met een harpoen voor haar broer. Ten slotte zorgt Bond ervoor dat Domino naar een ziekenhuis wordt gebracht omdat ze gemarteld was door Largo.

## Film (Thunderball)
In de film was Domino's naam gewijzigd in Dominique Derval, ze was hier een Franse vrouw (omdat zij ook door een Franse actrice werd gespeeld). Tijdens een vergadering van alle dubbel-0's van MI6 krijgt James Bond een foto in een dossier te zien van Domino en haar broer Major François Derval die iets te maken zou hebben met het gestolen NAVO-vliegtuig vol kernbommen. Bond vertrekt naar Nassau en ontmoet daar Domino. Bond doet alsof zijn motor het niet meer doet zodat zij hem meebrengt aan land.
Ze ontmoeten elkaar 's avonds opnieuw in een casino waar Bond van Emilio Largo wint met baccarat. Domino is hier Largo's nichtje. Bond dineert met Domino en gaat vervolgens met haar dansen. Maar ze worden onderbroken door Largo die Domino weer meeneemt naar zijn jachtschip Disco Volante waar zij verblijft.
Bond gaat de volgende dag op bezoek bij Largo waar Domino ook aanwezig is. Bond ontdekt 's avonds dat Largo achter het verdwenen vliegtuig zit en een agent van SPECTRE is. Een dag later helpt de CIA-agent Felix Leiter Bond om te gaan kijken waar het vliegtuig neergestort is onder water. Hij treft onder water François Derval (Domino's broer) dood aan. Dit bewijst hij later aan Domino en vraagt haar om hem te helpen door te spioneren bij Largo, maar als ze dit eenmaal doet wordt ze betrapt door Largo en vastgebonden aan een bed op het jachtschip. Domino weet te ontsnappen met de hulp van Dr. Ladislav Kutze, een wetenschapper van SPECTRE, die het niet langer eens is met Largo. Als Largo op het einde in gevecht is met Bond en net een revolver op hem richt wordt hij neergeschoten door Domino voor haar broer.

## Film (Never Say Never Again)
In Never Say Never Agian was de naam van het personage Domino Petachi, de rol in deze film was bijna hetzelfde als die in het boek, haar echte naam was hier Domino.